# Caixas
Caixas (katalanisch Queixàs) ist eine französische Gemeinde mit 131 Einwohnern (Stand 1. Januar 2022) im Département Pyrénées-Orientales in der Region Okzitanien. Sie gehört zum Arrondissement Céret und zum Kanton Les Aspres.

## Nachbargemeinden
Nachbargemeinden von Caixas sind Corbère im Norden, Camélas im Nordosten, Castelnou im Osten, Montauriol im Südosten, Calmeilles im Süden, Prunet-et-Belpuig im Südwesten, Casefabre und Boule-d’Amont im Westen sowie Saint-Michel-de-Llotes im Nordwesten.

## Bevölkerungsentwicklung
| Jahr      | 1962 | 1968 | 1975 | 1982 | 1990 | 1999 | 2017 | 2021 |
| Einwohner | 72   | 67   | 58   | 61   | 84   | 95   | 142  | 133  |

## Sehenswürdigkeiten
- Kirche Saint-Marc (12. Jahrhundert)
- romanische Kapelle Sainte-Marie in Fontcouverte
- Kirche Sainte-Colombe-de-las-Lilas
- Kirche Saint-Pons in Candell
- Dolmen L’Arca de la Font Roja, La Ramera I und Dolmen von Le Serrat d’En Jacques